# Killer Mike
Killer Mike, pseudonimo di Michael Render (Atlanta, 20 aprile 1975), è un rapper statunitense.

## Biografia
Originario di Atlanta, Georgia, ha debuttato collaborando con gli OutKast nell'album Stankonia (2000). Sempre con gli OutKast ha partecipato al brano The Whole World inserito come inedito e come singolo nella raccolta Big Boi and Dre Present... Outkast (2001).
Nel 2003 ha pubblicato il suo primo album Monster, in cui vi sono delle collaborazioni di T.I., Sleepy Brown, Big Boi e altri artisti. Successivamente ha dato la voce al cellulare Boost Mobile nell'omonimo episodio di Aqua Teen Hunger Force e al personaggio Taqu'il della serie animata per adulti Frisky Dingo dal 2006 al 2008.
Nel dicembre 2008 ha firmato un contratto con l'etichetta di T.I. Grand Hustle Records. Nel 2012 ha pubblicato l'album R.A.P. Music prodotto da El-P. Nel 2013 ha formato con lo stesso artista il duo Run the Jewels, il cui disco di debutto è uscito nel giugno dello stesso anno.
Nel 2019 è stato protagonista della docu-serie Notizie esplosive con Killer Mike, prodotta da Netflix ed incentrata sulle problematiche della comunità nera negli Stati Uniti.
Il 4 luglio 2022, ha pubblicato un singolo da solista, Run. Questa traccia sarebbe successivamente apparsa su Michael, album solista che ha pubblicato il 16 giugno 2023. L'album vede la collaborazione di diversi artisti, tra cui CeeLo Green, Young Thug, 6lack, André 3000, Future, 2 Chainz, El-P e Ty Dolla Sign. Il 4 febbraio 2024 è stato premiato 3 volte ai Grammy Awards 2024 come miglior interpretazione rap, miglior canzone rap e miglior album rap.

## Vita privata
Sposato dal 2006; la coppia ha 4 figli.

## Discografia

### Solista
Album studio
- 2003 - Monster
- 2006 - I Pledge Allegiance to the Grind
- 2008 - I Pledge Allegiance to the Grind II
- 2011 - Pledge
- 2012 - R.A.P. Music
- 2023 - Michael

Raccolte
- 2009 - Underground Atlanta

Mixtape
- 2004 - Home Alone wit' Dat Crack
- 2006 - The Killer
- 2008 - Ghetto Extraordinary
- 2009 - Anger & Ambition: the Best of Killer Mike
- 2011 - Bang x3

### Con Run the Jewels
Album in studio
- 2013 - Run the Jewels
- 2014 - Run the Jewels 2
- 2016 - Run the Jewels 3
- 2020 - RTJ4

Album di remix
- 2015 - Meow the Jewels

## Filmografia

### Attore
- ATL, regia di Chris Robinson (2006)
- The Eric Andre Show – serie televisiva, 2 episodi (2012-2014)
- Criminal Behavior, regia di Warren Pemberton (2013)
- Baby Driver - Il genio della fuga, regia di Edgar Wright (2017)
- City of Lies - L'ora della verità, regia di Brad Furman (2018)
- The Eric Andre Show – serie televisiva, 2 episodi (2018)
- Notizie esplosive con Killer Mike – serie televisiva, 6 episodi (2019)
- The Good Lord Bird - La storia di John Brown – miniserie TV, 1 episodio (2020)
- Who's Interviewing Who – serie televisiva, 1 episodio (2021)
- Chillin Island – serie televisiva, 1 episodio (2022)

### Doppiatore
- Aqua Teen Hunger Force – serie animata, 1 episodio (2005)
- Frisky Dingo – serie animata, 14 episodi (2006-2008)
- Animals – serie animata, 1 episodio (2017)
- Momma Named Me Sheriff – serie animata, 1 episodio (2019)
- America: il film, regia di Matt Thompson (2021)
- Aqua Teen Forever: Plantasm, regia di Matt Maiellaro e Dave Willis (2022)

## Riconoscimenti
- Grammy Award[4]
  - 2003 - Candidatura come miglior interpretazione rap di un duo o un gruppo per The Whole World
  - 2018 - Candidatura come miglior canzone rap per Chase Me
  - 2024 - Miglior interpretazione rap per Scientists & Engineers[2][3]
  - 2024 - Miglior canzone rap per Scientists & Engineers
  - 2024 - Miglior album rap per Michael

## Doppiatori italiani
Nelle versioni in italiano dei suoi lavori, Killer Mike è stato doppiato da:
- Simone Mori in Notizie esplosive con Killer Mike, Rhythm + Flow

Da doppiatore è sostituito da:
- Giulio Biscardi in America: il film.